# Herman Koster
Herman Koster (18 augustus 1968) is een Nederlands humoristisch goochelaar, die diverse eerste prijzen gewonnen heeft op binnen- en buitenlandse goochelcongressen. Tussen 1988 en 2002 was hij demonstrateur en het gezicht van Jan Monnikendam's MagicShop, Nederlands meest bekende goochelwinkel. In die periode heeft hij als raadgever voor diverse goochelshows en televisieprogramma's honderden goochelaars (onder wie Hans Kazàn en Hans Klok) voorzien van de nieuwste effecten.
Vanaf 2014 is hij organisator van de Boulevard of Magic in IJmuiden aan Zee, dat elk jaar op eerste pinksterdag plaatsvindt

## Prijzen
- 1996 - 1ste prijs winnaar Table Magic Nederlands Congres, Leeuwarden
- 1997 - Engels Kampioen Close-up magic International Brotherhood of Magicians, Southport
- 1999 - 1ste prijs winnaar Salon Magic Nederlands Congres, Rotterdam
- 1999 - Nederlands kampioen goochelen
- 2001 - 1ste prijs winnaar Toneel Magic Nederlands Congres, Stadskanaal